# Liste der Monuments historiques in La Broque
Die Liste der Monuments historiques in La Broque führt die Monuments historiques in der französischen Gemeinde La Broque auf.

## Liste der Bauwerke
| Bezeichnung              | Beschreibung                                             | Standort                             | Kennzeichnung | Schutzstatus | Datum | Bild           |
| ------------------------ | -------------------------------------------------------- | ------------------------------------ | ------------- | ------------ | ----- | -------------- |
| Mennonitischer Friedhof  | im 19. Jahrhundert angelegt, bis 1939 genutzt            | Salm, südlich des Weilers (Lage)     | PA00084660    | Inscrit      | 1984  | weitere Bilder |
| Burgruine Salm           | Ende des 12. Jahrhunderts gebaut, 1675 und 1690 zerstört | Salm, südwestlich des Weilers (Lage) | PA00084659    | Classé       | 1898  | weitere Bilder |
| Mennonitischer Bauernhof | 1791 gebaut                                              | Salm (Lage)                          | PA00084661    | Inscrit      | 1984  | weitere Bilder |